# Murray (Kentucky)
Pour les articles homonymes, voir Murray.
La ville de Murray est le siège du comté de Calloway, dans l'État du Kentucky, aux États-Unis. Sa population s’élevait à 17 741 habitants lors du recensement de 2010, estimée à 19 200 habitants en 2017.

## Transports
Murray possède un aéroport (Murray-Calloway County Airport, code AITA : CEY).

## Source
- (en) Cet article est partiellement ou en totalité issu de l’article de Wikipédia en anglais intitulé « Murray, Kentucky » (voir la liste des auteurs).